# Eric Carmen (album 1984)
Eric Carmen è un album in studio eponimo del cantautore statunitense Eric Carmen, pubblicato nel 1984.

## Tracce
1. I Wanna Hear It from Your Lips – 3:17 (Eric Carmen/Dean Pitchford)
2. I'm Through with Love – 4:04
3. American as Apple Pie – 3:46
4. Living Without Your Love – 4:07
5. Come Back to My Love – 3:38
6. She Remembered – 4:31
7. You Took Me All the Way – 3:36
8. Maybe My Baby – 3:39
9. Spotlight – 4:13
10. The Way We Used to Be – 3:16